# Imre Danka
Imre Danka (* 24. Dezember 1930; † 3. Mai 2014) war ein ungarischer Fußballtorhüter.

## Sportlicher Werdegang
Danka spielte zunächst für verschiedene Klubs in der ostungarischen Stadt Szombathely. Nach Stationen bei Szombathelyi Bőrgyár, Szombathelyi MTE und Szombathelyi Honvéd wechselte er 1953 zu Székesfehérvári Építők nach Székesfehérvár. Von dort zog er 1955 zu Pécsi Dózsa weiter. Bei dem Klub beendete er 1964 seine aktive Laufbahn.
Im Frühjahr 1955 rückte Danka in den Kreis der ungarischen Nationalmannschaft, für die er bei einer Länderspielreise im Mai des Jahres durch Nordeuropa drei Spiele bestritt. Am 29. Mai lief er beim 3:1-Erfolg über Schottland zum vierten und letzten Mal im Nationaltrikot auf.